# Cascade du Bockloch
La cascade du Bockloch  est une chute d'eau du massif des Vosges située sur la commune de Kruth sur la rive droite du lac de Kruth-Wildenstein.